# الطيفر (أفلح اليمن)

تعديل مصدري - تعديل

الطيفر هي إحدى قرى عزلة بني فلاح بمديرية أفلح اليمن التابعة لمحافظة حجة، بلغ تعداد سكانها 79 نسمة حسب تعداد اليمن لعام 2004.